# مزرعه چال تک پک
مزرعه چال تک پک روستایی در دهستان جرگلان بخش جرگلان شهرستان راز و جرگلان استان خراسان شمالی ایران است.

## جمعیت
بر پایه سرشماری عمومی نفوس و مسکن در سال ۱۳۹۵ جمعیت این مکان ۲۴۵ نفر (۵۶خانوار) بوده‌است.